# Marionetten (1915)
Marionetten ist ein kurzes, deutsches Stummfilmlustspiel aus dem Jahre 1915 mit Ernst Matray, der auch am Drehbuch beteiligt gewesen war. Regie führte der erst 21-jährige Richard Löwenbein.

## Handlung
Ein Puppenspieler, der nach der Vorstellung seines Marionettentheaters eingeschlafen ist, träumt davon, dass sich seine Protagonisten, der Pulcinello, der Pierrot und die Pierette, mit einem Geldbeutel aus dem Staub gemacht haben. In seinem Traum haben sich die drei von ihren Stricken an Körper und Gliedmaßen gelöst und beginnen ein Eigenleben zu führen. Sie schleichen sich aus dem Haus und beginnen vor der Tür erstmals Morgenluft und Freiheit zu schnuppern. Wie von einer Fron erlöst, springen und tollen sie über Wiesen und Felder und trinken sich in einem Restaurant ihren ersten Rausch an. Als der erste Abend in Freiheit anbricht, bitten sie einen Bauern, bei ihm im Heu nächtigen zu dürfen. Doch im Schlaf geschieht ihnen ihr erstes Menschenschicksal: sie werden des Nachts auf dem Heuboden von einem Dieb beraubt, der ihnen die Geldbörse wieder abnimmt.
Nun überkommen die zu Fleisch und Blut gewordenen Holzlümmel am nächsten Morgen höchst menschliche Gefühle: sie haben Hunger, können aber ihre Mahlzeit nicht bezahlen. Und so stehlen die drei ein Stückchen Brot aus einem Bäckerladen und eine Frucht vom Felde. Um ein wenig Geld dazuzuverdienen, besinnen sie sich dessen, was sie am besten können: vor der gaffenden Masse hopsen, springen und strampeln und ein wenig Faxen machen. Die Dinge scheinen sich zum besseren zu wenden, als die drei von einem Zirkusdirektor ein Engagement in seinem Etablissement erhalten. Pierette brilliert als Tänzerin, Pierrot zeigt seine Künste als Trapezartist, und Pulcinello versucht sich nicht minder erfolgreich als Jongleur mit brennenden Fackeln. Doch die eingeschworene Gemeinschaft der drei Freunde wird jäh getrübt, als Pierette ihnen untreu wird und eine Liaison mit dem feschen Zirkuskunstreiter beginnt. Pierrot stürzt, zutiefst betrübt, vom Trapez in die Tiefe, und Pulcinello, wahnsinnig vor Herzschmerz geworden, zündet mit seinen Fackeln erst den Türvorhang, dann Pierettes Garderobe und damit letztlich gleich den gesamten Zirkus an. Entsetzt fliehen die Zuschauer aus dem Zirkuszelt. Rettung naht in Gestalt eines Mannes, der sich tollkühn auf seine drei Schutzbefohlenen wirft.
Es ist der Puppenspieler … denn der ist gerade aufgewacht: Alles war ja nur ein Traum; das lichterloh brennende Feuer ist lediglich ein kleiner Brand, der durch die herunterbrennende Kerze des Puppenspielers entstanden ist und schnell gelöscht wird. Rasch eilt der Mann zu seinem kleinen Theater, um zu sehen, ob mit seinen Marionetten alles in Ordnung ist. Und tatsächlich liegen sie da: tot und hölzern und stumm wie eh und je. Im Angesicht dieses für ihn größten Glücks nimmt er die drei zu sich und umschließt sie mit seinen Armen.

## Produktionsnotizen
Marionetten passierte die Filmzensur im August 1915 und erhielt Jugendverbot. Die Uraufführung erfolgte am 27. August 1915 in Berlins Marmorhaus. Die Länge 937 Meter, verteilt auf drei Akte. Das Jugendverbot, das aufgrund einer als „entsittlichend“ eingeschätzten Kussszene, der Brandstiftung und des ungesühnt gebliebenen Diebstahls verhängt worden war, wurde in einer Zensurentscheidung vom 9. November 1921 nach Erteilung von Schnittauflagen wieder zurückgenommen.
In zahlreichen Sekundärquellen ist zu lesen, dass Matray den Pierrot gespielt habe, was jedoch definitiv nicht zutrifft, wie die zeitgenössischen Besprechungen von 1915 belegen. Auch die Behauptung, dass es sich bei dem den Zirkusdirektor spielenden Adolf Wohlbrück um den (damals erst 19-jährigen) späteren Filmstar handele, ist falsch. Dieser Wohlbrück war Adolfs gleichnamiger Vater (1864–1930), der sich einen Namen als Zirkusclown gemacht hatte.

## Kritik
„Ein poetischer Hauch umfließt dieses zierlich ästhetische Bildwerk, dem aber auch tiefe Lebenswahrheit zugrunde liegt. (…) Dieses Filmspiel gibt dem Regisseur die Gelegenheit, zu einer Reihe der reizendsten, das Aug entzückender Szenen, den Darsteller in einer neuen Form Filmkunst zu schaffen. Ernst Matray als Pulcinello vollbringt eine Leistung, die seinem Rufe alle Ehre macht. Oskar Fodor als Pierrot entledigt sich mit großem Geschick seiner schwierigen Rolle und Katta Sterna als zierliche Pierette ist die Grazie selbst. (…) „Marionetten“ ist nicht nur ein Film, der das Publikum entzücken, sondern ein Werk, das der Filmkunst neue Anerkennung und Bewunderung bringen muß.“